# Daniele Crespi
Daniele Crespi (1598 – 19 de julho de 1630) foi um pintor e desenhista italiano. Ele é considerado um dos artistas mais originais que trabalhou em Milão na década de 1620. Ele rompeu com o estilo exagerado do maneirismo lombardo em favor de um estilo barroco inicial, caracterizado pela clareza de forma e conteúdo. Um prolífico pintor histórico, ele também era conhecido por seus retratos.
Ele nasceu em uma família originária de Busto Arsizio.  Não está claro se ele nasceu em Busto Arsizio ou em Milão. A data de seu nascimento não é conhecida com certeza, com estimativas que variam de 1591 a 1598.   Sua formação não está bem documentada e ele foi registrado pela primeira vez em 1619 trabalhando com o pintor local Guglielmo Caccia trabalhando em uma missão em uma igreja em Milão.
Um de seus primeiros professores foi Giuseppe Vermiglio, de Turim. Em seguida, estudou com Giovanni Battista Crespi e Giulio Cesare Procaccini. Em 1621, Crespi esteve envolvido com a Accademia Ambrosiana
Crespi morreu em Milão de peste bubônica  em 1630.
Entre seus alunos estava Melchiorre Giraldini.
Crespi atuou principalmente como pintor de temas religiosos usados como decoração de igrejas. Ele também era conhecido por seus retratos sensíveis. Foi um excelente colorista, conhecido pela beleza simplista de suas composições. Suas melhores obras incluem uma série de fotos da vida de São Bruno (agora na Certosa di Garegnano em Milão) e uma representação do Apedrejamento de Santo Estêvão (na Pinacoteca de Brera).
Em 1923, o novo Liceo Clássico de Busto Arsizio foi denominado Liceo Daniele Crespi.